# 鸡龙同古干盐湖
鸡龙同古干盐湖也作基龙通古湖、基龙通古哈格、吉仁通格音扎格等，是一个位于中国内蒙古自治区阿拉善左旗吉兰泰镇西南65千米的干盐湖，属吉兰太构造断陷盆地西南的丘间洼地湖。湖面高程1150米，长13.2千米，平均宽3.4千米，面积47.5平方千米。盐类矿床主要是芒硝和石盐。基龙通古湖芒硝矿区面积3.13平方千米，勘探资源储量663.9万吨，设计生产能力6万吨/年，2004年实际产量5万吨。